# 锁定：现代空战
《锁定：现代空战》（Lock On: Modern Air Combat）是一个基于现代军用飞机的空战类飞行模拟游戏。其开发商为俄罗斯Eagle Dynamics，发行商为法国育碧软件。
它被认为是目前世界上最为真实的飞行模拟软件之一。
该游戏最初版本“现代空战”（Modern Air Combat）包含六架可供用户驾驶的作战飞机，在其后期发布的升级“怒火危崖”（Flaming Cliffs）和“黑鲨”（Black Shark）当中，分别加入了苏-25T攻击机和卡-50武装直升机。
最早的1.0版本“现代空战”（Modern Air Combat）当中，可供用户驾驶的作战飞机有：F-15C、米格-29、苏-27、A-10、苏-25、苏-33六架攻击机、战斗机。
除了这些可以驾驶的作战飞机，还有大量其他飞机。这些飞机往往都是由AI控制的，不论是己方飞机还是敌方飞机。
锁定：现代空战对一架飞机几乎全部系统作了仿真，包括飞行控制、火控系统、机械系统、航电系统、雷达系统等等，用户可以对这些系统进行完全的控制，所以，锁定：现代空战的拟真度非常高。
在这款游戏当中，用户必须完全依靠自己的控制使飞机起飞、降落，并且完成各种飞行动作、作战任务。
游戏当中提供了现今北约和原华约的各国军事力量作为交战双方。包括：美国、乌克兰、俄罗斯、格鲁吉亚、加拿大、法国等国家。
该游戏还提供了一个开放式的任务编辑器，可以由用户来创建自己的任务并且进行游戏。任务分成单个游戏任务和战役任务。在网络上，很多爱好者制作了战役任务发布，受到广泛的欢迎。

## 后继版本
在育碧软件停止对锁定：现代空战的支持之后，在广大爱好者的要求下，Eagle Dynamics推出了锁定的后继版本：
版本号为1.1x的《怒火危崖》和版本号为1.2x的《怒火危崖2》。
目前《怒火危崖2》最新的版本为1.2.1（也称2.1）。
在《怒火危崖》版本当中，在锁定：现代空战基础上增加了苏霍伊设计局的苏-25T攻击机。同时，《怒火危崖2》可以同Eagle Dynamics公司出品的另一个系列的游戏《数字空战模拟（DCS）》中的《DCS：黑鲨》进行联网游戏，让玩家可以与操控卡-50武装直升机的其他玩家一起进行作战。

## 影响
由于锁定：现代空战的仿真度太高，导致其操作极为困难，对于新手而言尤其如此，所以，综合上看，锁定的用户数量远远不及皇牌空战（Ace Combat）和汤姆·克兰西之鹰击长空（Tom Clancy's H.A.W.X.）这样的空战游戏，所以这些小众化的用户往往喜欢结成一些组织，成为飞行模拟爱好者组织。
目前在中国比较有名的飞行模拟爱好者组织有3GO网络空军、飞行者论坛等。目前这些组织已经取得了一定的影响力。其中3GO网络空军是以锁定为主要游戏的飞行模拟爱好者组织，其规模在中国大陆最大。